# Alumbrados
Les Alumbrados ou Illuminés d'Espagne sont un groupe de mystiques espagnols du XVIe siècle, condamnés comme hérétiques par l'Inquisition espagnole.

## Les premiers Alumbrados
C'est entre 1517 et 1524 qu'apparaissent vraiment les premiers Alumbrados en Nouvelle-Castille, autour d'Isabel de la Cruz à Guadalajara, Gaspar de Bedoya à Pastrana et Pedro Ruiz de Alcaraz à Escalona près de Tolède. Ils appartiennent à la classe moyenne urbaine, et ce sont (probablement pour Bedoya) des conversos, c'est-à-dire des nouveaux chrétiens d'origine juive, à l'époque où s'affirme en Espagne le pouvoir inquisitorial et le concept de pureté de sang (Limpieza de sangre) qui les discriminera par rapport aux « vieux chrétiens ».
Un autre groupe se forma à Salamanque autour de Francisca Hernández, Gil López, Antonio de Medrano et Bernardino Tovar.

### Condamnations
Le 23 septembre 1525, le grand inquisiteur Alfonso Manrique promulgue un édit dénonçant comme hérétiques les alumbrados et les reliant à la Réforme protestante.
Ces condamnations englobent à partir de 1530 les érasmistes et parmi eux Juan de Valdés (frère d'Alfonso de Valdés, secrétaire de Charles Quint), Jean d'Avila, arrêté en 1532 et Juan de Vergara qui doit abjurer ses erreurs en 1533.
L'Inquisition espagnole publia des édits dirigés contre les Alumbrados en 1568, 1574 et 1623.
En 1623, l'Inquisition publie un « édit de grâce » qui appelle les Alumbrados de Séville à se dénoncer eux-mêmes et entre eux, sous trente jours, en énonçant 76 erreurs.

### Doctrine
Leur doctrine n'est connue que par le procès de Ruiz de Alcaraz, les sommaires de ceux de Bedoya et d'Isabel de la Cruz (en 1529), ainsi que par un édit inquisitorial du 23 septembre 1525, qui condamne 48 propositions attribuées aux Illuminés, en les reliant notamment à la Réforme protestante. 
Cette doctrine s'inscrit dans la lignée du succès en Espagne des œuvres d'Érasme. L'aspiration au recogimiento, c'est-à-dire intériorité retraite et recueillement et retraite, devient chez les illuminés le dejamiento : l'abandon à la grâce de Dieu. Ils s'opposent au monachisme, à l'existence de l'enfer, à la confession, aux rites traditionnels.

## Deuxième moitié duXVIesiècle
D'autres groupes d'Alumbrados se formèrent en Estrémadure (1570-1582), en Haute-Andalousie (1575-1590) et à Séville (1605-1630).

### Le mythe des illuminés d'Espagne en France: Rose-Croix et Guérinets
L'édit inquisitorial de Séville contre les Alumbrados est connu en France dès 1623, et repris par le Mercure françois en 1624.

#### Les Rose-Croix
C'est justement en 1623 que seront affichés les « Placards » de l'ordre de la Rose-Croix, les manifestes de cet ordre mystérieux ayant paru en Allemagne en 1614 et 1615. La confusion et le scandale dus à ce canular estudiantin[réf. nécessaire] seront utilisés dans le cadre des polémiques contre la médecine paracelsiste et contre les libertins (entre le procès de Giulio Cesare Vanini et celui de Théophile de Viau). Dès lors, et durant tout le XVIIe siècle, et bien que la seule vague ressemblance soit l'accusation d'assemblées nocturnes faites aux Alumbrados, ceux-ci seront confondus dans les pamphlets avec les Rose-Croix

### Les Guérinets, illuminés de Picardie
En 1625, Pierre Guérin (1596-1654), curé de la paroisse Saint-Georges de Roye en Picardie ouvre une école de jeunes filles dont l'éducation est confiée à des femmes. Pour des raisons de jalousie ou d'inimitié, Guérin et les enseignantes, sous le sobriquet de « Guérinettes » sont accusés par la rumeur d'une hérésie proche de celles des illuminés d'Espagne, telle qu'elle était présentée dans l'édit de Séville, en 1623. Sous l'ordre de Richelieu, et l'influence du père Joseph, Guérin est arrêté et interrogé en 1630, et 1634. Il est innocenté et libéré les deux fois, et sans être plus inquiété, installe son école à Brie-Comte-Robert en Île-de-France, après la prise de Roye par les Espagnols en 1636. Mais la rumeur persiste au cours du XVIIe siècle, et devient qu'après leur condamnation à Séville, les Illuminés avait gagné la Picardie par les Pays-Bas espagnols, et qu'on avait compté jusqu'à 60 000 « Guérinets »

## Cas ultérieurs
Un cas similaire a eu lieu entre la fin du XVIIe et début du XVIIIe siècle à Tenerife (îles Canaries). Tel est le cas de sœur María Justa de Jesús, religieuse franciscaine qui a été accusé de pratiquer la doctrine de molinistes (doctrine religieuse chrétienne qui tente de concilier la providence de Dieu avec le libre arbitre humain). Cette religieuse était célèbre en son temps parce qu'elle était supposée être capable de guérir les malades en transférant à sa personne les maux et les maladies qui les affligeaient, semblables aux chamanes d'autres cultures. Elle a été l'objet d'une enquête par la Sainte Inquisition selon les dossiers de l'époque, accusée de faux et même de sorcellerie. Elle a également été accusée d'avoir une relation inappropriée avec son confesseur. Elle eut cependant beaucoup de défenseurs et l'Ordre franciscain dans les Îles Canaries ouvrit un processus de canonisation qui devait paralyser la procédure inquisitoriale.

### Monographies
- Marcel Bataillon, Érasme et l'Espagne, Genève, Droz, 1998 (réédition augmentée et corrigée d'une thèse de 1937), 903 p. (ISBN 978-2-600-00510-4 et 2-600-00510-2, lire en ligne).
- (es) Álvaro Huerga, Historia de los Alumbrados (1570-1630), Fundación Universitaria Española, Madrid, 1978.  (ISBN 8473920449)
- (es) Antonio Márquez, Los alumbrados : Orígenes y filosofía (1525-1559), Taurus, 1980.  (ISBN 9788430635047)
- (es) Andrés Martín, Implicaciones señoriales del alumbradismo castellano en torno a 1525 (in Homenaje al profesor Antonio Vilanova, coord. Marta Cristina Carbonell et Adolfo Sotelo Vázquez, vol. 1, Estudios de Literatura española, p.13-30, 1989).  (ISBN 8476654820).
- (es) Bernardino Llorca, La Inquisición española y los alumbrados (1509-1667), Universidad Pontificia de Salamanca, 1980.  (ISBN 9788472990715)
- (es) Ricardo García Cárcel, Herejía y sociedad en el siglo XVI. Inquisición en Valencia. 1530-1609, Ediciones Península, 1980.  (ISBN 8429715525)
- (en) Henry Kamen, Inquisition and Society in Spain in the Sixteenth and Seventeenth Centuries, Indiana University Press, 1985.  (ISBN 9780253227751)
- (en) Henry Kamen, Spain, 1469-1714: A Society of Conflict, Pearson Education, 2005, p.121-122.  (ISBN 9780582784642)

### Articles
- J. C. Nieto, L'hérésie des Alumbrados Revue d'histoire et de philosophie religieuses, vol. 66, n°4, pp. 403-418, 1986.  (ISSN 0035-2403)
- (es) Andrés Martín, Los alumbrados de Toledo en el Cuarto Abecedario Espiritual, o Ley de Amor, de Francisco de Osuna (1530), Archivo Ibero-Americano, vol. 41, n°163-164, pp. 459-480, 1981.
- (es) Andrés Martín, Los alumbrados de Toledo según el proceso de María de Cazalla (1532-1534), Cuadernos de investigación histórica, nº8, p.65-82, 1984.  (ISSN 0210-6272)
- (es) Andrés Martín, En torno al estatuto de la mujer en España en la crisis religiosa del Renacimiento: observantes, beatas, alumbradas, Norba Revista de historia, nº10, p.155-172, 1989‑1990.  (ISSN 0213-375X)
- (es) Angela Selke, « Algunos datos nuevas sobre los primeros alumbrados. El edicto de 1525 y su relación con el proceso de Alcaraz », Bulletin hispanique, IV, 1952.
- (es) Augusta E. Foley, El alumbradismo y sus posibles orígenes, Actas del VIII Congreso de la Asociación Internacional de Hispanistas, vol. 1, p. 527-532, 1983.  (ISBN 8470901621)
- (en) Alastair Hamilton, Heresy and Mysticism in Sixteenth-Century Spain: The Alumbrados James Clarke Company (1992)
- (en) Alison Weber, Little Women: Counter-Reformation Misogyny, in The Counter-Reformation de David Martin Luebke, p.148-152 (1999)
- (es) Luis Fernández, Iñigo de Loyola y los alumbrados, Hispania Sacra, n°35, 1983.